# Kevin Cordón
Kevin Haroldo Cordón Buezo (La Unión, 28 de noviembre de 1986) es un deportista guatemalteco que compite en bádminton, en las modalidades individual y de dobles. Es primo del jugador y entrenador de fútbol Haroldo Cordón.
Ganó cinco medallas en los Juegos Panamericanos entre los años 2007, 2011, 2015, 2019 y 2023, y doce medallas en el Campeonato Panamericano de Bádminton entre los años 2008 y 2024.
Participó en cuatro Juegos Olímpicos de Verano entre los años 2008 y 2020, su mejor actuación en fue un cuarto puesto logrado en Tokio 2020 en la prueba individual. Fue el abanderado de Guatemala en la ceremonia de apertura de los Juegos Olímpicos de Pekín 2008.

## Trayectoria
A lo largo de su carrera se ha presentado en distintas competiciones representando a su país. En los Juegos Centroamericanos y del Caribe consiguió un total de once medallas: tres en Cartagena de Indias 2006 (oro individual, plata por equipos y bronce en dobles), tres oros en Mayagüez 2010 (individual, dobles y por equipos), tres oros en Veracruz 2014 (individual, dobles y por equipos mixto) y dos medallas en Barranquilla 2018 (oro individual y bronce por equipos mixto).
Después de haber ganado la medalla de plata en los Juegos Panamericanos de 2007 en Río de Janeiro y de haber participado en los Juegos Olímpicos de 2008, Cordón fue seleccionado como el abanderado de la delegación guatemalteca en los Juegos Panamericanos de Guadalajara 2011, y además fue preclasificado primero en el evento individual masculino. El 20 de octubre de 2011 ganó su primera medalla de oro en Juegos Panamericanos al batir al competidor cubano Osleni Guerrero en la final. Cordón no perdió un solo set en el torneo.
Cordón se destacó en los Juegos Olímpicos de Londres 2012 al no sólo lograr la primera victoria de bádminton de Guatemala, sino también por lograr la clasificación a octavos de final, donde finalmente resultó eliminado. En los Juegos Olímpicos de Río de Janeiro 2016 sufrió una lesión en la rodilla durante su presentación contra el polaco Adrian Dziolko en el grupo P, después de ganar el primer set, un mal movimiento provocó una lesión en la rodilla izquierda lo que hizo que su debut mermara por lo que terminó perdiendo, a causa de su lesión no pudo seguir en la competencia.
Durante los Juegos Olímpicos de Tokio 2020 inicio su debut con una victoria frente al mexicano Lino Muñoz al ganarle 2 set seguidos durante la fase de grupos en el Grupo C. En la segunda ronda le gana dos set seguidos al 9no en el ranking mundial, Angus La Kong de la delegación de Hong Kong, clasificándose a los 8vos de final. En su encuentro contra Mark Caljouw de Países Bajos, Kevin por primera vez avanzó a cuartos de final, venciéndolo en 3 sets, (21-17, 3-21, 21,19) haciendo historia al convertirse en el primer atleta no europeo y asiático en clasificarse a cuartos de final. Logró historia para el deporte guatemalteco y americano al vencer al surcoreano Heo Kwanghee en 2 sets y así clasificarse a las semifinales del torneo, donde enfrentó al danés Viktor Axelsen quien lo derrotó y trasladó a buscar el tercer lugar contra el indonesio Anthony Ginting quien truncó el sueño de la medalla de bronce, la que sería su primera olímpica durante su carrera deportiva y la segunda para su país, Guatemala.

## Palmarés
| Juegos Panamericanos    | Juegos Panamericanos            | Juegos Panamericanos | Juegos Panamericanos |
| Año                     | Lugar                           | Medalla              | Prueba               |
| ----------------------- | ------------------------------- | -------------------- | -------------------- |
| 2007                    | Río de Janeiro (Brasil)         | Medalla de plata     | Individual           |
| 2011                    | Guadalajara (México)            | Medalla de oro       | Individual           |
| 2015                    | Toronto (Canadá)                | Medalla de oro       | Individual           |
| 2019                    | Lima (Perú)                     | Medalla de bronce    | Individual           |
| 2023                    | Santiago (Chile)                | Medalla de plata     | Individual           |
| Campeonato Panamericano |                                 |                      |                      |
| Año                     | Lugar                           | Medalla              | Prueba               |
| 2008                    | Lima (Perú)                     | Medalla de plata     | Dobles               |
| 2008                    | Lima (Perú)                     | Medalla de bronce    | Individual           |
| 2009                    | Guadalajara (México)            | Medalla de oro       | Individual           |
| 2009                    | Guadalajara (México)            | Medalla de oro       | Dobles               |
| 2012                    | Lima (Perú)                     | Medalla de oro       | Individual           |
| 2014                    | Markham (Canadá)                | Medalla de bronce    | Dobles               |
| 2018                    | Ciudad de Guatemala (Guatemala) | Medalla de bronce    | Individual           |
| 2019                    | Aguascalientes (México)         | Medalla de plata     | Individual           |
| 2021                    | Ciudad de Guatemala (Guatemala) | Medalla de bronce    | Individual           |
| 2022                    | San Salvador (El Salvador)      | Medalla de oro       | Individual           |
| 2023                    | Kingston (Jamaica)              | Medalla de bronce    | Individual           |
| 2024                    | Ciudad de Guatemala (Guatemala) | Medalla de oro       | Individual           |